# Адміністративний поділ Камеруну

Адміністративний поділ Камеруну

Камерун поділяється на 10 регіонів (фр. régions). Регіони утворюють території 58 департаментів (фр. départements). Департаменти поділяються на 327 комун (фр. communes).
| № на мапі | Регіон            | Адм. центр | Площа, км² | Населення, чол. (2007) | Щільність, чол./км² |
| --------- | ----------------- | ---------- | ---------- | ---------------------- | ------------------- |
| 1         | Адамауа           | Нгаундере  | 63 701     | 838 689                | 13,17               |
| 2         | Центральний       | Яунде      | 68 953     | 2 797 212              | 40,57               |
| 3         | Східний           | Бертуа     | 109 002    | 875 949                | 8,04                |
| 4         | Далекопівнічний   | Маруа      | 34 263     | 3 142 883              | 91,73               |
| 5         | Прибережний       | Дуала      | 20 248     | 2 294 540              | 113,32              |
| 6         | Північний         | Гаруа      | 66 090     | 1 409 445              | 21,33               |
| 7         | Північно-Західний | Баменда    | 17 300     | 2 095 538              | 121,13              |
| 8         | Південний         | Еболова    | 47 191     | 633 082                | 13,42               |
| 9         | Південно-Західний | Буеа       | 25 410     | 1 419 269              | 55,85               |
| 10        | Західний          | Бафусам    | 13 892     | 2 269 136              | 163,34              |
|           | Всього            |            | 466 050    | 17 775 743             | 38,14               |

| Камерун | Це незавершена стаття з географії Камеруну. Ви можете допомогти проєкту, виправивши або дописавши її. |